# Список лиц, отказавшихся от государственных наград Российской Федерации
Возможность добровольного отказа награждённого от государственной награды Российской Федерации не предусмотрена действующим российским законодательством. Награждённый вправе не принять награду или возвратить её государству, но такие действия не влекут отмены указа президента РФ о награждении, в силу чего, с точки зрения государства, лицо, отказавшееся от награды, продолжает рассматриваться как награждённое. Таким образом, отказ от государственной награды России является лишь морально (а не юридически) значимым поступком.
Ниже приводится список лиц, о которых из опубликованных общедоступных источников известно, что они заявили о своём отказе от государственной награды Российской Федерации.

## 1990-е
- Ярмольник, Леонид Исаакович — актёр и кинопродюсер; в 1994 году отказался от звания «Заслуженного артиста России», а уже спустя 10 лет — от звания «Народный артист Российской Федерации», которое ему планировали присвоить без промежуточного звания в связи с 50-летием. Ярмольник аргументировал отказы тем, что «у артиста должно быть только имя», и приводил в пример Владимира Высоцкого[2][3].
- Бондарев, Юрий Васильевич — русский советский писатель; в 1994 году отказался от награждения орденом Дружбы народов, направив Б. Н. Ельцину телеграмму, в которой сообщил, что «сегодня это уже не поможет доброму согласию и дружбе народов нашей великой страны»[4].
- Кинчев, Константин Евгеньевич — рок-музыкант, поэт; в 1994 году возвратил медаль «Защитнику свободной России», которой был награждён в 1993 году, протестуя таким образом против начала боевых действий в Чечне и убийства журналиста Дмитрия Холодова[5].
- Похитайло, Евгений Дмитриевич — бывший первый секретарь Омского обкома КПСС; отказался сначала от получения юбилейной медали «50 лет Победы в Великой Отечественной войне 1941—1945 гг.», аргументировав это тем, что не желает принимать награду «из рук Ельцина», а затем — от получения юбилейной медали «60 лет Победы в Великой Отечественной войне 1941—1945 гг.», опубликовав в печати такое заявление: «Принять из рук В. Путина, Президента РФ медаль „60 лет Победы в Великой Отечественной войне 1941—1945 годов“, не без одобрения которого США своим военным присутствием окружили Россию, а НАТО вплотную приблизилось к нашим границам, отказываюсь»[6].
- Рохлин, Лев Яковлевич — генерал-лейтенант, один из руководителей штурма Грозного в 1994 году; в январе 1995 года отказался от высшего почётного звания Героя Российской Федерации, заявив, что «не имеет морального права получать эту награду за боевые действия на территории своей страны»[7].
- Умаханов, Умахан Гаджимамаевич — заместитель начальника отдела управления уголовного розыска МВД Республики Дагестан, подполковник милиции; 2 февраля 1996 года написал рапорт об отказе от принятия ордена Мужества, где указал: «После увиденного собственными глазами, как разыгрывалась эта трагедия в селении Первомайском, моя совесть не позволяет получить какую-либо награду…»[8].
- Трофимук, Андрей Алексеевич — геолог, академик РАН; в марте 1998 года отказался от получения ордена «За заслуги перед Отечеством» IV степени, опубликовав в газете «Советская Россия» открытое письмо Б. Н. Ельцину, в котором, в частности, говорилось: «Я считаю зазорным для себя принимать из ваших рук награду за то, что не смог убедить вас и вашего соратника В. С. Черномырдина в проведении не разорительных реформ Международного валютного фонда, а действительных преобразований, поднимающих благосостояние народов России, обеспечивающих им заслуженное величие и процветание!»[9].
- Бирюков, Владимир Афанасьевич — губернатор Камчатской области в 1991—2000 гг.; в октябре 1998 года отказался принять орден Почёта от Б. Н. Ельцина, заявив, что такая оценка его заслуг «несвоевременна»; в 2000 году принял данный орден от В. В. Путина[7].
- Солженицын, Александр Исаевич — писатель, общественный деятель, лауреат Нобелевской премии; в декабре 1998 года отказался принять орден Андрея Первозванного, сделав следующее заявление: «От верховной власти, доведшей Россию до нынешнего гибельного состояния, я принять награду не могу»[10].
- Орешникова, Надежда Константиновна — учительница Кеврольской школы Пинежского района Архангельской области; в 1999 году отказалась от получения медали ордена «За заслуги перед Отечеством», поскольку, по её словам, «кощунство в такое время получать награды от президента»[11].
- Тулеев, Аман Гумирович — политик, губернатор Кемеровской области; в июле 1999 года отказался принять от Б. Н. Ельцина орден Почёта, мотивировав это так: «Я просто не могу принципиально принять награды от власти, которая ввергла страну в нищету»[12]. Однако в сентябре 2000 года принял эту награду от В. В. Путина[13].

## 2000-е
- Владимир Николаевич Федоткин — политик, депутат Государственной Думы (фракция КПРФ); 1 марта 2004 года, будучи председателем Рязанской областной думы, отказался от получения ордена Почёта в знак протеста против утверждения областной думой «под давлением» со стороны областной администрации представителем в Совете Федерации «единоросса» Юрия Чаплина[14].

- Михаил Грачёв — сотрудник Подольского ОМОНа, погибший в Чечне; был награждён орденом Мужества посмертно; в 2005 году отец Грачёва вернул награду Президенту РФ, считая, что расследование гибели его сына было необъективным[15].
- Анатолий Петраков — ветеран Великой Отечественной войны из села Пекша Петушинского района Владимирской области; в 2005 году возвратил сельской администрации медаль «60 лет Победы в Великой Отечественной войне 1941—1945 гг.» по причине того, что местная администрация, несмотря на данные обещания, не отремонтировала обвалившуюся крышу в доме ветерана[16].
- Николай Протасов — ветеран Великой Отечественной войны из Смоленского района Алтайского края; в 2005 году отказался от получения юбилейной медали «60 лет Победы в Великой Отечественной войне 1941—1945 гг.» «в знак протеста против бедности в стране и в крае»[17].
- Сергей Соколов — житель г. Мурманска, участник ликвидации аварии на Чернобыльской АЭС; в 2005 году вернул орден Мужества, которым был награждён в 1996 году, протестуя против того, что его дочерям, страдающим врождёнными заболеваниями, отказывались присваивать статус инвалидов[18].
- Геннадий Владимирович Уминский — прапорщик, инвалид второй Чеченской кампании; в 2005 году вернул Министерству обороны все боевые награды (орден Мужества, медаль ордена «За заслуги перед Отечеством» II степени, медаль «За отвагу», медаль Жукова, медаль Суворова) в знак протеста против несправедливого, по его мнению, решения Орловского областного суда о компенсации вреда, причинённого его здоровью в результате боевых действий[19][20]. Однако, по данным Министерства обороны, «указы Президента РФ, в соответствии с которыми прапорщик Уминский якобы был награждён, не издавались, а сами указанные награды (исходя из их порядковых номеров) вручены совсем другим людям»[21].
- Вахтанг Константинович Кикабидзе — советский и грузинский актёр; в августе 2008 года отказался от ордена Дружбы «в знак протеста против действий РФ в отношении Грузии»[22].

## 2010-е
- Николай Ефимович Вавилов — ветеран Великой Отечественной войны из Хабаровска; в 2010 году отказался от получения медали «65 лет Победы в Великой Отечественной войне 1941—1945 гг.», поскольку в его квартире неисправно отопление, и местные власти не предприняли необходимых мер для его починки[23].
- Анастасия Степановна Никитина — ветеран Великой Отечественной войны из Томска; в 2010 году отказалась от получения медали «65 лет Победы в Великой Отечественной войне 1941—1945 гг.» ввиду того, что местные власти не оказали ей помощи в ремонте дома[24].
- Александр Леонидович Поршнев — лыжный тренер спортсменов-паралимпийцев из Сыктывкара; в 2010 году отказался от получения ордена Дружбы, поскольку «…орден должны давать за подвиги, за героизм. Я же ничего такого не совершал…». Однако в 2011 году принял этот орден[25][26].
- Анатолий Семёнович Раскин — ветеран Великой Отечественной войны из Санкт-Петербурга; в 2010 году отказался от медали «65 лет Победы в Великой Отечественной войне 1941—1945 гг.» из-за конфликта с администрацией Центрального района города, которая не предпринимала мер для закрытия круглосуточного магазина, торгующего алкоголем на первом этаже дома ветерана[27].
- Алексей Девотченко — российский актёр театра и кино. 18 ноября 2011 года в своём блоге в Живом журнале Девотченко объявил[28], что отказывается от звания «заслуженный артист России», полученного в 2006 году[29].
- Ханс Боланд — нидерландский филолог-славист и переводчик; 26 августа 2014 года получил приглашение от атташе по культуре российского посольства в Голландии Федора Воронина на церемонию вручения медали Пушкина президентом России Владимиром Путиным в Кремле. Однако он отказался принять награду[30], заявив при этом: «Я был бы рад принять честь, которая мне вами оказана, если бы не ваш президент, сам образ мыслей и поведение которого я глубочайше презираю. Владимир Путин представляет огромную опасность для мира и свободы на всей нашей планете. Я молю Бога о том, чтобы он и его „идеалы“ как можно скорее были уничтожены. Любая связь между мной, Владимиром Путиным и светлым именем Пушкина для меня является невыносимой и отвратительной»[31].
- Сергей Коновалов — российский офицер, подполковник военно-морского флота, прослуживший в армии с 1986 по 2010 г (более 23 лет), участвовавший в боевых операциях и обучавший молодых офицеров, уволенный со службы по состоянию здоровья (заболевание крови и военные травмы); 5 августа 2015 года отказался от боевых наград (орден Мужества и медаль «За отвагу»), сдал свои награды в администрацию президента в знак протеста против «издевательств обманувшего его государства»[32]. В приложенном к наградам письме, обращённом к президенту России Владимиру Путину, Коновалов также предложил: «Прошу Вас за мужество и героизм, проявленные при нарушении прав и свобод человека, наградить директора департамента жилищного обеспечения МО РФ С. Пирогова орденом Мужества, а заместителя директора департамента И. Лысенко медалью „За отвагу“»[32].

## 2020-е
- Скотт Келли — американский астронавт. 9 марта 2022 года в своём твиттере он объявил, что отказывается от медали «За заслуги в освоении космоса» (за большой вклад в развитие международного сотрудничества в области пилотируемой космонавтики)[33] из-за вторжения России на Украину Скотт Келли вернул медаль со словами: «Господин Медведев, я возвращаю вам российскую медаль „За заслуги в освоении космоса“, которую вы мне вручили. Пожалуйста, отдайте её русской матери, чей сын погиб в этой несправедливой войне. Я отправлю медаль по почте в посольство России в Вашингтоне»[34][35].
- Принц Майкл Кентский — представитель Британской королевской семьи. 4 марта 2022 года, во время вторжения России на Украину, отказался от Ордена Дружбы[36].
- Жанна Агалакова — российская журналистка, отказалась от государственных наград в связи с мобилизацией в России в сентябре 2022 года.